# Barbara Cartland
Mary Barbara Hamilton Cartland, DBE (9 de julio de 1901 - 21 de mayo de 2000) fue una de las más exitosas escritoras inglesas, que escribió 723 novelas románticas. Era una celebridad que aparecía con frecuencia en eventos televisivos, vestida de color rosa y hablando del amor, la salud y los problemas sociales.
Muchas de sus novelas han sido adaptadas al cine para la televisión, entre ellas A Hazard of Hearts, A Ghost in Monte Carlo  y Duel of Hearts.
Sus novelas han sido traducidas del inglés a numerosos idiomas, lo que convierte a Cartland en el quinto autor más traducido en todo el mundo, excluyendo las obras bíblicas. Su prolífica producción asciende a unas 723 novelas.

## Biografía

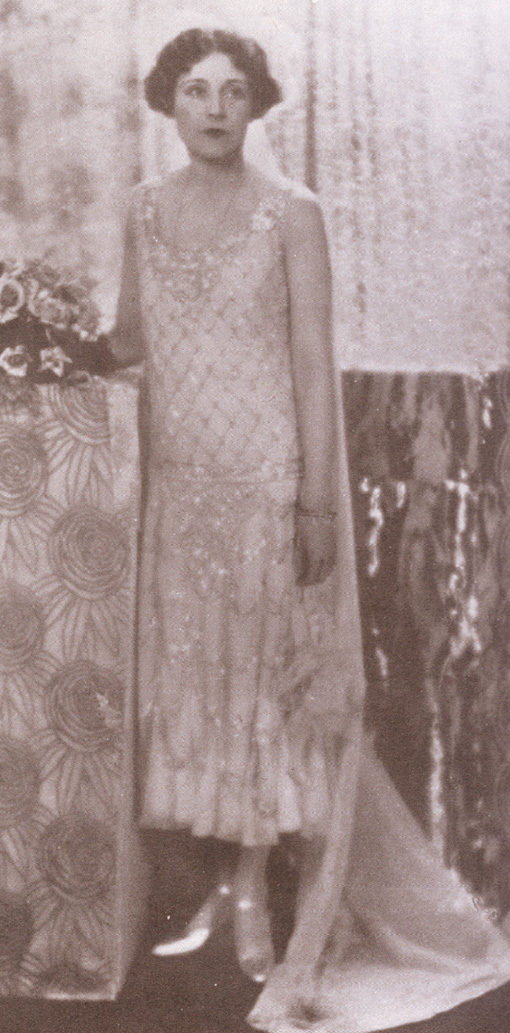
Barbara Cartland en su juventud.

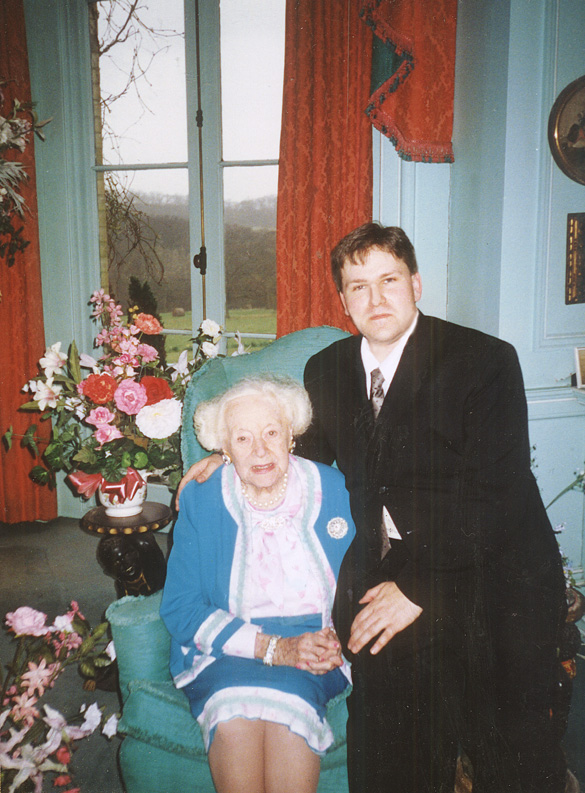
Barbara Cartland en 2000 junto al reportero Randy Bryan Bigham.

Barbara nació en Kings Norton, Lancaster, Inglaterra y se crio en Edgbaston, Birmingham, como única hija de un oficial de la armada británica -el mayor Bertram Cartland- y de su esposa Mary (Polly) Hamilton Scobell. Su familia era de clase media. Su abuelo, James Cartland, se suicidó.
Su padre murió en una batalla en Flandes, Bélgica, durante la Primera Guerra Mundial. Su enérgica madre abrió una tienda de ropa para mantener a Barbara y sus dos hermanos, Anthony y Ronald, ambos muertos en batalla en 1940, durante la Segunda Guerra Mundial.
Barbara fue educada en el Malvern Girl's College y en Abbey House, una institución educativa de Hampshire. Después fue periodista de sociedad y escritora de ficción romántica. Cartland admitió que la inspiró mucho Elinor Glyn, una autora eduardiana, a la que idolatró y llegó a conocer.

## Novelas
Trabajando como columnista para el Daily Express, Cartland publicó su primera novela Jigsaw (1925), que fue superventas. Comenzó a escribir piezas picantes, como Blood Money (1926), que fue prohibida por la Oficina del Lord Chambelán. En los años 20 ya era conocida en la sociedad londinense, por su belleza, energía y fiestas, además de por su elegancia. Le hacía los vestidos Sir Norman Hartnell, que haría luego vestidos a la reina Isabel II.
El Libro Guinness de los récords la reconoció como la autora con más novelas publicadas en 1976. En 1983, Barbara Cartland entró en el Who's Who británico. Sus 723 romances se tradujeron a más de 36 idiomas, y Barbara declaró que escribía un libro cada dos semanas.
En 1991, la reina Isabel II la condecoró como Dama Comendadora de la Orden del Imperio Británico en honor a los 70 años de contribución literaria, política y social de la autora.
Se convirtió en una estrella mediática en los años 90, presentándose en televisión con sus vestidos rosas y sombreros de plumas, hablando del amor, el matrimonio, la política, la religión, la salud y la moda. Era públicamente contraria a la eliminación de la oración en las escuelas estatales y criticaba la infidelidad y el divorcio, así como el sexo antes del matrimonio.

## Matrimonios y relaciones
Según el obituario del The Daily Telegraph el 22 de mayo de 2000, Cartland estuvo prometida con un oficial, rompiendo el compromiso. Estuvo casada, entre 1927 y 1932, con Alexander George MacCorquodale (muerto en 1964), un oficial de la armada y heredero de una fortuna. Su hija, Raine MacCorquodale (nacida en 1929), se casó con Lord Edward Spencer, padre de la fallecida Diana Spencer. Después de un escandaloso divorcio, en 1936, Barbara se casó con el primo de su ex marido, Hugh MacCorquodale, un ex oficial militar (fallecido en 1963). Tuvieron dos hijos: Ian y Glen.
Barbara tuvo una larga amistad con Louis Mountbatten, primer conde Mountbatten de Birmania (tío del Príncipe Felipe, Duque de Edimburgo), cuya muerte en 1979 fue para Barbara "la mayor tristeza de su vida". Mountbatten acompañó a Cartland en varios trabajos de instituciones de caridad e, incluso, ayudó a Cartland a escribir Love at the Helm, que tiene carácter naval e histórico. El Mountbatten Memorial Trust, establecido por el sobrino-nieto de Mountbatten, el príncipe Carlos de Gales tras el asesinato del comandante en Irlanda, fue el receptor del dinero obtenido en ventas de su libro en su exhibición de 1980.
Cartland criticaba el divorcio de la fallecida Diana Spencer, hija de su yerno, lo que causó un distanciamiento entre ambas, reconciliándose poco tiempo antes del accidente automovilístico fatal que mató a Diana en 1997.

## Influencia política
Después de la muerte de su hermano Ronald, un popular miembro del Parlamento, durante la Segunda Guerra Mundial, publicó la biografía de él con un prefacio del primer ministro Sir Winston Churchill. La guerra marcó el inicio de una vida dedicada al bienestar civil y política para Cartland, que sirvió en Ofício de Guerra. En 1953 fue nombrada comendadora de la Venerable Orden de San Juan por sus servicios.
En 1955, Cartland fue nombrada Consejera del Consejo Municipal de Hertfordshire como miembro del Partido Conservador del Reino Unido, cargo que ocupó durante nueve años. Durante este tiempo luchó, con buenos resultados, por diversos temas sociales.
Barbara murió a los 98 años, y su cuerpo, como había pedido, fue enterrado en su propiedad de Hatfield, bajo un árbol plantado por la Reina Isabel II.

## Distinciones honoríficas
- Dama Comandante de la Orden del Imperio Británico (Reino Unido).
- Comendadora de la Venerable Orden de San Juan (Reino Unido).